# Többistenhit
A többistenhit vagy politeizmus a több istenből álló panteonok jellemzője. A politeizmus szó a görög politheosz szóból ered (poli, 'több' + theosz, 'isten'), szabad fordításban több (sok) istent jelent.
A politeizmus kialakulásáról több elmélet létezik. Az egyik szerint a megszemélyesített természeti erők, asztrális–kozmikus jelenségek, fétisek, totemek és amulettek tisztelete váltott idővel istenhitbe. A másik elképzelést Étienne Drioton francia egyiptológus vezette be, aki szerint az egyes népek, törzsek, települések közös világteremtő elképzelései és mítoszai váltak a nagyobb területi egységek (korai államok) alakulásával párhuzamosan szinkretista panteonokká. Ez a látens monoteizmus elmélete.
A politeista vallások istenei eredetileg csak megszemélyesített, isteni erővel bíró fogalmak, egyes vallásfejlődési periódusokban antropomorf jelleget kapnak. A késői típusú politeizmusok, mint például a görög mitológia és a római mitológia, már kizárólag emberalakú isteneket ismertek (leszámítva a szörnynek tekintett titánokat vagy gigászokat), de mindkettőnél megtalálható a legkorábbi rétegekben a nem emberi jelleg. Ezek a panteonok a késő római kortól eltekintve nem egységesek, nemcsak az istenek sokasága nem ugyanaz a különböző mítoszokban, hanem sokszor még a főisten sem. A politeizmusok egyik legfontosabb jellemzője a henoteizmus.
A politeista vallásokban minden dolognak, természeti jelenségnek megvan a saját felelőse, istene. Azonban az istenek egyszerre több dolog felett is uralkodnak, például a görög mitológiában Apollón a zene és az orvostudomány istene – bár eredetileg napisten, ehhez kötődik a „messzenyilazó” prenomen és a dögvészhozó szerep, Aphrodité a szépség és a szerelem istene – eredetileg termékenység-istennő, Démétér a mezőgazdaság és a tavasz istennője.
A politeista panteonok legkorábbi ismert példái az ókori Egyiptomból és Mezopotámiából ismertek, amelynek egyszerű oka az, hogy e területek alakult ki először az írás. Az ókori Egyiptom istenei többnyire állati, totemisztikus jelképekből alakultak ki, míg a mezopotámiai istenvilágra a kozmikus istenek jellemzőek. Mindkét térségre jellemző az idő haladtával antropomorfizálódás, de egyikben sem kizárólagos. A görög panteonnak a több évezredes közel-keleti vallási elképzelések váltak alapjává, míg a római panteon numenek tiszteletéből erős hellenizálódás során vált antropomorf istenvilággá.